# Смит, Джордж (убийца)
Джордж Джозеф Смит (11 января 1872 года — 13 августа 1915 года) — британский женоубийца. Убил трёх своих жён с целью получения страховых выплат.

## Биография
Родился в 1872 году в семье страхового агента. В возрасте 9 лет Джордж попал в исправительный дом. Промышлял воровством и мошенничеством.
Первой женой Смита была 32-летняя Бесси Манди. Под именем Генри Уильямса Смит женился на ней. Потом он снял односемейный дом в Херн-Бее, где поставил ванну. На другой день после покупки ванны, Смит посетил местного врача и пожаловался, что его жена страдает эпилепсией. Сама Бесси жаловалась врачу лишь на головную боль. 13 июля 1912 года Смит вызвал врача — оказалось, что Бесси утонула, принимая ванну. Доктор, который, поверил Смиту, сказал коронеру, что смерть наступила из-за эпилептического припадка при погружении в воду. Смит получил в наследство 2700 фунтов.
Второй женой Смита была двадцатипятилетняя Элис, урождённая Барнхэм. Смит пошёл к врачу. Сказал про недомогание жены, на другой день (12 декабря 1913 года) приём ванны и — Элис утонула. А муж в это время выходил из дома, чтобы купить яйца. Врач пришёл к мнению, что горячая ванна вызвала у миссис Смит сердечный приступ или обморок. Жизнь Элис была застрахована на 500 фунтов.
Третья жена Смита тридцативосьмилетняя Маргарет Элизабет Ллойд, утонула в ванне 18 декабря 1914 года. Ранее у неё болела голова, и она с мужем посетила врача. В день смерти она чувствовала себя хорошо. Смит ушёл на прогулку, а вернувшись, спросил у квартирной хозяйки, где его жена. Маргарет Ллойд они обнаружили в ванной комнате, захлебнувшейся водой. Врач, который лечил Маргарет Ллойд, решил, что грипп и горячая ванна привели её к обмороку. Незадолго перед смертью миссис Ллойд сняла деньги в сберегательной кассе и, кроме того, застраховала свою жизнь на 700 фунтов.
Эти смерти вызвали подозрение у инспектора Скотланд-Ярда Артура Фаулера Нила. Сопоставив газетные некрологи о смертях жён Смита, он арестовал его 23 марта 1915 года.
В ходе расследования Артур Нил выяснил, что ни у одной из утонувших жён Смита не было на теле ни малейших следов насилия. Эксгумация и исследование внутренних органов также не говорили ни о чём подозрительном. Тогда Артур Нил стал проводить эксперименты с опытными пловчихами. При любых ситуациях получалось, что невозможно опустить голову в воду в небольшой ванне без применения насилия.
Но это значит, что должны были остаться следы. Однажды, во время очередного эксперимента, инспектор схватил пловчиху за ноги и дёрнул на себя. Она мгновенно ушла под воду и потеряла сознание. Полчаса потребовалось после этого инспектору и помогавшему ему сержанту, чтобы вернуть пловчиху к жизни. Едва не погубив человека, Артур Нил раскрыл секрет Джорджа Смита. Научную сторону вопроса блестяще обосновал эксперт Бернард Спилсбери, и 30 июня 1915 года Джордж Смит был приговорен к смертной казни через повешение.
13 августа 1915 года Джордж Джозеф Смит был повешен.

### В массовой культуре
- По мотивам этой истории Агата Кристи написала рассказ «Коттедж Филомелы».
- Пуаро упоминает Смита в романе А. Кристи «Убийство на поле для гольфа»:

Человек мыслит стереотипами, и неважно, живёт ли он в рамках закона или преступает его, он действует соответственно своему характеру. Сколько бы он ни совершил преступлений, все они будут как две капли походить друг на друга. Классический случай — некий англичанин избавляется от своих жён, топя их в ванне. Придумай он что-то другое, ему, вероятно, и по сей день удавалось бы избежать наказания. Но над ним тяготеет один из всеобщих законов человеческой психологии: преступник уверен — то, что сошло ему с рук однажды, удастся и второй раз, и третий. В результате он расплачивается за тривиальность своего мышления.